# 那須小川古墳群
那須小川古墳群（なすおがわこふんぐん）は、栃木県那須郡那珂川町にある古墳群で、駒形大塚古墳・吉田温泉神社古墳群・那須八幡塚古墳群の総称である。2002年（平成14年）12月19日に国の史跡に指定された。

## 概説
権津川流域に分布する4世紀代に造られた古墳群で、駒形大塚古墳、吉田温泉神社古墳、那須八幡塚古墳の3基の前方後方墳と21基の方墳からなる。多くの副葬品が発掘されており、駒形大塚古墳から「画文帯四獣鏡」、那須八幡塚古墳からは「夔鳳鏡（きほうきょう）」の中国製の鏡もみつかっている。被葬者の葬式から埋葬に至るまでの一連の施設と思われるモガリや古墳の造営・管理などに伴う施設の跡と考えられる竪穴状遺構が吉田温泉神社古墳付近からみつかっている。
以下では、この古墳群に属する主な古墳について解説する。

## 駒形大塚古墳
駒形大塚古墳（こまがたおおつかこふん）は小川地区にある前方後方墳。前方部は一部削平されているが、後方部はほぼ原形をとどめている。全長64メートルで、舶載鏡の画文帯四獣鏡をはじめ様々な副葬品が出土した。4世紀中頃の築造。北緯36度45分40.62秒 東経140度7分15.42秒

## 吉田温泉神社古墳群
吉田温泉神社古墳（1号墳）と方墳20基（吉田温泉神社2号 - 21号墳）からなるが、墳丘が残っているのは1 - 3号墳と20・21号墳（観音堂古墳）のみである。

### 吉田温泉神社古墳
吉田温泉神社古墳（よしだゆぜんじんじゃこふん）は小川地区にある前方後方墳。全長47メートルで、後方部は削平され、前方部の墳頂に「温泉神社」が建てられている。古墳のすぐ側から供献用の土器を伴う竪穴建物が発見され、葬送の儀式が行われた殯屋ではないかといわれている。4世紀末頃の築造。北緯36度45分0.25秒 東経140度8分2.88秒

### 観音堂古墳
東側約4分の1が河川の氾濫によって失われているが、一辺30メートルの方墳である。墳丘下からは竪穴建物が発掘されている。周堀は不整形ながら一周し、最も広い南側で9メートル、狭い北西部で6メートルある。1981年（昭和56年）と1991年（平成3年）に発掘調査が行われ、器台や装飾壺が出土している。北緯36度44分52.80秒 東経140度8分4.87秒

## 那須八幡塚古墳群
那須八幡塚古墳（1号墳）と吉田富士山古墳（2号墳）の2基からなる。

### 那須八幡塚古墳
那須八幡塚古墳（なすはちまんづかこふん）は吉田地区にある前方後方墳である。全長62メートル。舶載の夔鳳鏡をはじめ様々な副葬品が出土した。築造は4世紀後半と見られている。現在は復元整備されている。北緯36度44分42.93秒 東経140度8分9.05秒

### 吉田富士山古墳
一辺7メートル・高さ3メートルの方墳で、最も広い南側で8.5メートルの周掘がめぐる。周掘の外側からはこの古墳より古い竪穴建物2軒が発掘されている。北緯36度44分37.90秒 東経140度8分11.42秒